# Colheita (álbum)
Colheita é o terceiro álbum de estúdio (quinto ao todo) da cantora e compositora Mariene de Castro.
A música Colheita – que batiza o quinto disco de Mariene de Castro – foi um presente de Zeca Pagodinho. Composta por Nelson Rufino e com arranjos de Rildo Hora, a faixa inédita seria gravada pelo próprio Zeca em seu próximo disco, mas ele deu a canção para a afilhada. 
Com 14 faixas, sendo sete inéditas, o álbum traduz a arte do encontro com grandes compositores e intérpretes brasileiros, e conta com participações especiais Zeca Pagodinho, Maria Bethânia, Beth Carvalho, Hamilton de Holanda, Jacques Morelenbaum, Rildo Hora e da Bateria da Portela. 
Colheita reúne samba e candomblé, atabaques e cordas, o rústico e o polido, o festivo e o amoroso, Amazônia e Cabo Verde: na ponte Rio-Bahia, Mariene congrega diversas influências, misturando ritmos, temas e tempos.
Com direção musical de Max Pierre, Colheita foi gravado na Toca do Bandido, no Rio de Janeiro, entre novembro e dezembro de 2013. Durante todo o processo, os músicos baianos que acompanham Mariene ficaram hospedados no casarão do complexo que abriga o estúdio. A banda é formada por Marcos Bezerra (violão), Cicinho de Assis (acordeom), Eduardo Reis (cavaquinho), Israel Ramos (baixo), Jaime Nascimento, Fábio Cunha, Marcelo Pinho, André Souza e Iuri Passos (percussão). 

“Gravar esse disco na Toca do Bandido e com todos os músicos da Bahia hospedados na mesma casa foi sensacional. Muitas vezes ficamos até tarde depois da gravação tocando e cantando. Tivemos tempo para criar, respirar e ensaiar”, lembra Mariene.
Entre as inéditas, Colheita apresenta duas músicas do compositor baiano Roque Ferreira, que acompanha Mariene desde sua estreia musical: Tirilê (em parceria com Dunga), já lançada nas rádios de Salvador para o verão e A Força Que Vem Da Raiz. Esta última, Mariene canta há 14 anos e nunca foi gravada. No disco, a canção ganhou participação mais que especial de Maria Bethânia. A faixa Balancê (lançada em Portugal e inédita no Brasil), da portuguesa com ascendência cabo-verdiana Sara Tavares, marca o encontro da Bahia com Cabo Verde, com a África. Aquarela da Amazônia, de Toninho Geraes e Toninho Nascimento, recebeu o violoncelo de Jaques Morelenbaum e a Bateria da Portela. O álbum ainda traz Me beija (Arlindo Neto, Marquinhos Nunes e Renatto Moraes), Eu carrego o patuá (Juninho Thybau, Alexandre Chacrinha e Flavinho Bento) e a faixa-título Colheita (Nelson Rufino), com Zeca Pagodinho e Rildo Hora (arranjo e realejo).
Os encontros, as amizades e o afeto permeiam as regravações escolhidas por Mariene para o seu novo trabalho. Nós dois, de Cartola, foi gravada uma única vez pelo próprio compositor e fala de seu amor por Dona Zica antes de subir ao altar. A música ganhou o bandolim preciso de Hamilton de Holanda. Outro momento de amor singelo está em Retrato da vida, de Dominguinhos e Djavan. As dúvidas e angústias sobre esse sentimento estão em O que é o amor, de Arlindo Cruz, Fred Camacho e Maurição; e em Mágoa, de Roque Ferreira e Toninho Geraes. Mariene já conhecia Impossível acreditar que perdi você, de Marcio Greyck e Cobel, mas foi mesmo arrebatada pela canção quando protagonizou o filme Quase samba (2012), dirigido por Ricardo Targino.
Samba da benção (Baden Powell e Vinícius de Moraes) tem participação especial de Beth Carvalho com seu pedido de bênção aos compositores Baden e Vinícius (Eu, por exemplo, Beth Carvalho/Cantora, compositora, a branca mais preta do Brasil/Na linha direta de Xangô/Peço a bênção a Baden e Vinicius que fizeram esse lindo samba, saravá!). Oxóssi (Roque Ferreira), canção sobre o Orixá da caça e das matas, também ganhou o violoncelo de Jaques Morelenbaum.

## Faixas
| N.º            | Título                                                                 | Compositor(es)                                      | Duração |  |
| 1.             | "Oxóssi" (Part. Jaques Morelenbaum)                                    | Roque Ferreira                                      | 4:11    |  |
| 2.             | "Impossível Acreditar Que Perdi Você"                                  | Marcio Greyck, Cobel                                | 3:42    |  |
| 3.             | "Tirilê"                                                               | Dunga, Roque Ferreira                               | 3:16    |  |
| 4.             | "Mágoa"                                                                | Toninho Geraes, Roque Ferreira                      | 3:55    |  |
| 5.             | "Me Beija"                                                             | Arlindo Neto, Marquinhos Nunes, Renatto Moraes      | 3:23    |  |
| 6.             | "A Força Que Vem da Raiz" (Part. Maria Bethânia)                       | Roque Ferreira                                      | 3:36    |  |
| 7.             | "Balancê"                                                              | Sara Tavares                                        | 3:45    |  |
| 8.             | "Colheita" (Part. Zeca Pagodinho e Rildo Hora)                         | Nelson Rufino                                       | 4:12    |  |
| 9.             | "Eu Carrego Patuá"                                                     | Juninho Thybau, Alexandre Chacrinha, Flavinho Bento | 3:35    |  |
| 10.            | "Nós Dois" (Part. Hamilton de Holanda)                                 | Cartola                                             | 4:29    |  |
| 11.            | "O Que É o Amor"                                                       | Arlindo Cruz, Fred Camacho, Maurição                | 3:35    |  |
| 12.            | "Retrato da Vida"                                                      | Dominguinhos, Djavan                                | 4:24    |  |
| 13.            | "Samba da Benção" (Part. Beth Carvalho)                                | Baden Powell, Vinícius de Moraes                    | 4:43    |  |
| 14.            | "Aquarela da Amazônia" (Part. Jaques Morelenbaum e Bateria da Portela) | Toninho Geraes, Toninho Nascimento                  | 4:18    |  |
| Duração total: | Duração total:                                                         | Duração total:                                      | 55:04   |  |

## Agradecimentos
Depois de tantas sementinhas lançadas em cada coração, é chegada a hora da Colheita. Plantamos e muitas vezes íamos olhar a plantação e ainda não havia sinal de nada. Ás vezes chovia, a terra era regada mas, não, ainda não era tempo. Porque o tempo é soberano e é Ele quem diz o tempo certo de colher. Ao longo do tempo colhemos amadurecimento, uma raiz profunda e uma terra fértil. Muitas mãos me ajudaram a plantar. Foi um trabalho de um exército fiel que ao longo desse tempo vi nascer lindas amizades, provas de amor, amor incondicional. Tudo isso era o jeito que a vida estava me preparando para a Colheita. Foram momentos lindos e inesquecíveis. Brindamos, brincamos, salvamos, rezamos, gargalhamos e agradecemos, todos os dias. Desde o primeiro ao último, em lágrimas de saudade, agradecemos. A gratidão é o bem maior. Aproveito e peço às minhas Madrinhas, Beth Carvalho e Maria Bethânia, que estão na minha vida desde quando eu era ainda uma menina - e hoje tê-las participando do meu CD foi uma brisa boa de sentir -, sua bênção, minhas Madrinhas! E ele que mais do que padrinho foi um pai pra mim: Zeca! Me presenteou com seus sambas e seus compositores. Os bambas do seu quintal! Foi uma verdadeira "prova de amor", coisa de pai pra filha. A vida me agraciando. E dali daquele momento o vento mais uma vez trouxe boas novas. E só se faz isso com amor e por amor. Minha gratidão a José Antônio Eboli, que com seu exército de luz e minha nova família "Universal Music" me trouxe Lucas Abude, que com sua baianidade e cumplicidade me trouxe Max Pierre, que com sua mineirice e maestria me trouxe Julinho Teixeira e Flavio Senna, que equilibraram a minha amada banda (Iuri, André, Fábio, Marcelo, Jaime, Marcos, Cicinho, Israel, Dudu e Pingo), que veio da Bahia pro Rio e na companhia de Jaques Morelenbaum, Hamilton de Holanda, Ricardo Silveira, Gordinho, Rildo Hora, Marcello Gonçalves e da Bateria da Portela fizeram uma verdadeira obra de arte afro-brasileira mestiça. A Afonso Carvalho e Anita, pela força e por não me abandonarem jamais. A Marcinha, Claudinha, Aline, Daniel, Miguel, Pati, Tina, Ornelas, Odete, Mariana, Nathalia, Kélita, Chris, Gê, Dona Margarida, Cátia, Mãe Carmem, Nena, Pai Olavo, a minha família e aos meus fãs, que cuidam de mim em todos os momentos. As águas se encontram. Águas de tudo que é lado desse país. Gente de tudo que é sotaque se chegou pra fazer soar e ecoar meu canto para os quatro cantos do mundo. E feliz pra sempre ficarei cada vez que escutar o som desse disco. Porque cada nota, cada acorde, cada toque, me trará lembranças que me farão eternamente feliz.
Dedico esse projeto a João, Pedro, Bento e Maria. Agradeço a Deus pela minha Colheita. 
Mariene de Castro. 

## Ficha Técnica
Uma produção Universal Music dirigida por Max Pierri • Direção Artística Daniel Siveira • Supervisão de A&R Miguel Afonso • Coordenação de A&R Lucas Abude e Patrícia Aidas • Coordenação executiva Afonso Carvalho • Assistente de produção Eveline Girão • Gravado no estúdio Toca do Bandido (RJ) por Flavio Senna, Flavio Senna Neto e Sergio Santos • Assistente Raphael Dieguez • Mixado no Cia. dos Técnicos (RJ) por Flavio Senna • Assistentes Mauro Araújo e Arthur Luna • Edições digitais por Flavio Senna Neto e Daniel Alcoforado • Masterizado na Classic Master (SP) por Carlos Freitas • Participações especiais: Zeca Pagodinho em Colheita, Maria Bethânia em A força que vem da raiz (gentilmente cedida pela Biscoito Fino), Beth Carvalho em Samba da bênção, Hamilton de Holanda, bandolim em Nós dois, Jaques Morelenbaum, violoncelos em Oxóssi e Aquarela da Amazônia, Rildo Hora, arranjo e realejo (gaita) em Colheita e Bateria da Portela em Aquarela da Amazônia • Banda Mariene de Castro (todas as faixas exceto 10 e 12) composta por Marcos Bezerra (violão), Cicinho de Assis (acordeom), Eduardo Reis (cavaquinho), Israel Ramos (baixo) e Jaime Nascimento, Fábio Cunha, Marcelo Pinho, André Souza e Iuri Passos (percussão) Músicos participantes: Julio Teixeira (piano e teclado em todas as faixas, exceto 10 e 12), Ricardo Silveira (violão nas faixas 10 e 12), Dirceu Leite (flauta e clarinete na faixa 8), Marcello Gonçalves (violão 7 cordas nas faixas 4,5,6,9 a 12 e 14), Gordinho (surdo em todas as faixas, exceto 9,10 e 12 e tamborim na faixa 2) • Carlinhos 7 Cordas (violão 7 cordas na faixa 8), Mariene de Castro (prato na faixa 13), Cicinho de Assis (acordeom na faixa 12) e Claudia Telles, Jussara Lourenço, Viviane Godoy, Nair de Candia, Marcio Lott e Jorge Alexandre (coro em todas as faixas, exceto 2,10,12, e 13) • Coordenação de arranjos Julio Teixeira • Arranjos: Julio Teixeira (nas faixas 4,5,6 e 13), Julio Teixeira e Banda Mariene (nas faixas 7 e 14), Banda Mariene (nas faixas 1,2,3,9 e 11), Ricardo Silveira (nas faixas 10 e 12) e Rildo Hora (na faixa 8) Capa GPS Direção Gráfica • Projeto gráfico Gê Alves Pinto e Thiago Fontin • Fotos Adriano Fagundes • Assistente Leonardo Siqueira • Beleza Francisco Toscano • Edição de moda Bruno Pimentel • Tratamento de imagens Michael Canno • Revisão Luiz Augusto (Revertexto) • Coordenação gráfica Geysa Adnet • Universal Music International. 